# Berliner Athletik Klub 07
La Berliner Athletik Klub 07 e.V., precedentemente chiamata Berlin Ankaraspor Kulübü 07 e meglio noto com Berliner AK 07 o con l'acronimo BAK 07, in italiano AK 07 Berlino è una società calcistica tedesca con sede a Berlino e che milita nella Regionalliga.

## Storia
La società nacque nel quartiere di Wedding a Berlino nel 1907 come club di atletica focalizzato sulla corsa, vincendo diversi titoli nazionali. La società fu anche organizzatrice di un evento precursore della odierna famosissima maratona di Berlino. Nel 1908 venne creata una sezione calcistica che da allora, giocando in competizioni minori cittadine, rimase in gran parte anonima. Solamente tra il 1991 e il 1999 la sezione calcistica emerse dall'anonimato, guadagnando la promozione dalla Kreisliga A fino alla odierna NOFV-Oberliga.
Con l'annessione nel 2004 della BSV Mitte, che giocava fino ad allora con il nome di BFC Güneyspor e Fenerbahçe Berlino, il Berlin AK 07 diventò una vera e propria squadra "multiculturale" turco-tedesca.
Nel giugno 2006 fu ufficializzata una collaborazione con il club turco dell'Ankaraspor, militante nella prima divisione turca. Il 6 luglio 2006 però, visti gli scarsi risultati ottenuti dal partner turco (salvezza all'ultima giornata), una riunione straordinaria del consiglio di amministrazione deliberò il cambiamento di denominazione della società, che passo così al nome di Berlin Ankaraspor Kulübü e.V.. Questa nuova denominazione portò alla modifica dei tradizionali colori bianco-rossi, sostituendoli con i colori bianco-blu dell'Ankaraspor.
Il 15 giugno 2011 la denominazione societaria è tornata quella originale e la squadra ha ripreso a giocare al Poststadion. Inoltre sono stati reintrodotti i colori sociali tradizionali bianco-rossi.

## Palmarès

### Competizioni regionali
- Coppa dello stato federale di Berlino: 2

2010, 2012

### Altri piazzamenti
- Fußball-Regionalliga:

Terzo posto: 2017-2018 (Regionalliga Nord-Est)